# Őrhalom
Őrhalom (szlovákul: Stráž, régebben: Trázs) község Nógrád vármegyében, a Balassagyarmati járásban.

## Fekvése
Az Ipoly völgyében fekszik, közvetlenül a szlovák határ mellett.
A közvetlenül határos települések a határ magyarországi oldalán: kelet felől Hugyag, délkelet felől Csitár, dél felől Nógrádmarcal, délnyugat felől Szügy, nyugat felől pedig Patvarc.
A határ szlovák oldalán a legközelebbi település az Ipoly túlpartján fekvő Ipolyvarbó (Vrbovka).
A két legközelebbi város Balassagyarmat és Szécsény, mindkettő 8–9 kilométerre nyugatra illetve keletre.

## Története
Őrhalom nevét már a középkorban is említették az oklevelek Stras és Zthras néven.
A 14. század elején Varbóky Márton fia Mihály birtoka volt, akitől a falut hűtlensége miatt Károly Róbert király elvette és Szécsényi Tamásnak adományozta. 1461–1481 között a szécsényi uradalomhoz tartozott. 1486-ban Óbudai Kálmán Péter vette zálogba Guthi Országh Lászlótól.
A 16. század második felében a török hódoltsághoz tartozott és 1562–1563-ban a nógrádi szandzsák községei között sorolták fel, 21 adóköteles házzal, majd 1579-ben 12 adóköteles házat vettek fel itt.
1598-ban (II.) Forgách Zsigmond volt a földesura. 1635-ben Bosnyák Tamás örökösei osztozkodnak rajta. 1665-ben Koháry István özvegye Balassa Judit birtokában volt. 1715-ben 10, 1720-ban 23 magyar háztartást írtak itt össze. 1740-ben a gróf Forgách család, 1770-ben e családon kívül még Bossányi Ferenc is birtokos volt itt, 1826-ban pedig gróf Forgách János és Szent-Ivány Ferenc volt országbíró, majd a 20. század elején gróf Mailáth István Gézának és gróf Forgách József örököseinek volt itt nagyobb birtoka. Az itteni két úrilak közül az egyiket Koltay Ernő, a másikat Kürti Jakab építették.
1873-ban nagy kolerajárvány pusztította lakosait.
Az Ipolytól határolt félszigetszerű rész (ma Badószög) a régi község egyik utcája lehetett. A 17. században, amikor a törökök feldulták, a lakosság a falu mai helyén ütött tanyát, melyet három oldalról mocsár és bozót vett körül, ahol a nép alkalmas búvóhelyet talált.
A 18. században a község a Trázs nevet vette föl. Ekkor épült a római katolikus templom is, amelynek főoltárában az 1757-es évszám olvasható.
A 20. század elején Nógrád vármegye Balassagyarmati járásához tartozott.
2023-ban adták át az Ipolyon átívelő Szent-Iványi hidat, mely Ipolyvarbóval köti össze.

### Máriamajor és egyéb puszták
A községhez tartozott Máriamajor (azelőtt Drahi-puszta) is:
Máriamajortól kb. 500-600 méter távolságban állt egy dombon a régi község temploma, amelynek nyomai még az 1900-as évek elején is láthatók voltak. Innen az Ipolyvölgyön keletre és nyugatra messze lehetett ellátni, ettől kapta a község a Strázsa nevet.
A templom déli oldalán volt egy tó, mely már teljesen betömődött, de a helyét ma is feneketlen tónak nevezik. 
E puszta a középkorban önálló helység volt, amely már az 1332–1337. évi pápai tizedjegyzékben is előfordult, tehát ekkor már plebániája is volt.
Őrhalomhoz tartoztak még: Kisszállásoki-puszta (azelőtt Forgách-puszta), Ligeti-puszta (azelőtt Nispuszta), Ligeti szőlőtelep, Lívia-major és Drahi-puszta (azelőtt Szállások).

## Közélete

### Polgármesterei
- 1990–1994: Hegedűs József (független)[4]
- 1994–1998: Kanyó János (független)[5]
- 1998–2002: Kanyó János (független)[6]
- 2002–2006: Kanyó János István (független)[7]
- 2006–2010: Kanyó János István (független)[8]
- 2010–2014: Farkas Egon (független)[9]
- 2014–2019: Farkas Egon (független)[10]
- 2019–2024: Farkas Egon (független)[11]
- 2024– : Farkas Egon (független)[1]

## Népesség
A település népességének változása:
| Lakosok száma | 983  | 976  | 967  | 925  | 1030 | 1028 | 1007 |
|               | 2013 | 2014 | 2015 | 2021 | 2022 | 2023 | 2024 |

1910-ben 1118 lakosából 1112 magyar volt. Ebből 1079 római katolikus, 22 evangélikus, 16 izraelita volt.
2001-ben a település lakosságának 99%-a magyar, 1%-a cigány nemzetiségűnek vallotta magát.
A 2011-es népszámlálás során a lakosok 91,5%-a magyarnak, 5,8% cigánynak mondta magát (8,6% nem nyilatkozott; a kettős identitások miatt a végösszeg nagyobb lehet 100%-nál). A vallási megoszlás a következő volt: római katolikus 75,1%, evangélikus 1,4%, református 0,9%, felekezeten kívüli 4,7% (16,4% nem nyilatkozott).
2022-ben a lakosság 89,6%-a vallotta magát magyarnak, 5,9% cigánynak, 0,2% görögnek, 0,2% románnak, 0,1-0,1% örménynek, szerbnek, horvátnak és lengyelnek, 1,9% egyéb, nem hazai nemzetiségűnek (10,2% nem nyilatkozott; a kettős identitások miatt a végösszeg nagyobb lehet 100%-nál). Vallásuk szerint 55,4% volt római katolikus, 1,7% református, 1,3% evangélikus, 2,1% egyéb keresztény, 0,5% egyéb katolikus, 3,7% felekezeten kívüli (35,2% nem válaszolt).

## Közlekedés
Legfontosabb közúti megközelítési útvonala, települési főutcája a 22-es főút, ezen érhető el az ország távolabbi részei felől is. (A főút nem érinti Patvarc belterületét, így az ott közlekedők számára Őrhalom az első település Balassagyarmatot keleti irányban elhagyva.) Csitárral a 2119-es út köti össze, Nógrádmarcal felé pedig a 2121-es út indul a község nyugati külterületei irányából. A szlovákiai Ipolyvarbóval a 2209-es út és az Ipolyon átívelő Szent-Iványi híd köti össze.
Vonattal a MÁV Aszód–Balassagyarmat–Ipolytarnóc-vasútvonalán közelíthető meg; Őrhalom megállóhely a vonal állomásainak viszonylatában Balassagyarmat és Hugyag között található, fizikailag a belterület északi széle közelében helyezkedik el; közúti elérését csak egy önkormányzati út (Varbói út) biztosítja. A községet érintő vonatok korábban a mára már megszűnt Őrhalom vasútállomáson álltak meg, ez a belterület nyugati széle közelében volt, közúti elérését a 22-es főútból, még a falu előtt, nem sokkal a 30. kilométere után kiágazó (2024-ig országos közútnak minősülő) 22 304-es számú mellékút biztosította; emlékét a még ma is álló, bár egyre rosszabb állapotú állomási épületek őrzik.
A községet érintő helyközi autóbuszvonalakː 1010, 1012, 3080, 3081, 3084, 3305 a 22-es főúton.

## Nevezetességei

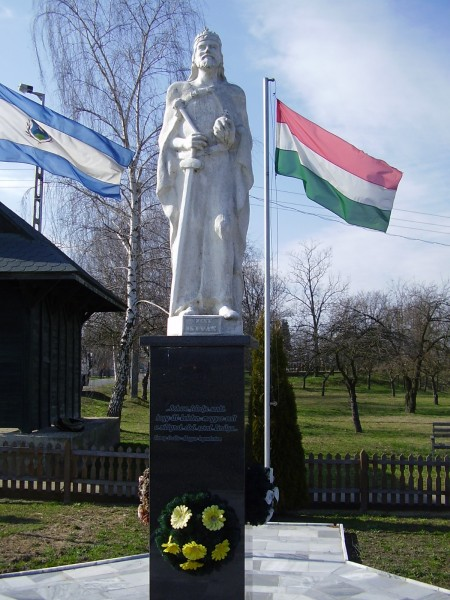
Szent István-szobor

- Szent István-szobor a Millenniumi emlékparkban (2000): Szécsény felől a falu szélén kialakított emlékparkban áll Szent István szobra, Szpisják Pál 1999-ben készült alkotása.
- Szent István-szentélyfülke (helyi nevén kápolna) (1888): A népies, eklektikus stílusú szentélyfülkét 1888. augusztus 20-án, Szent István király ünnepén szentelték fel.
- Római Katolikus Templom (1937-ben épült újjá): A mai, Szent István király tiszteletére szentelt templom 1937-ben épült. A berendezés egy része, így a tölgyfa padsorok is a régi barokk templomból maradtak meg. A templom a település határában domboldalon, szabadon áll. Közelében található a Szent István-szobor (a település védőszentje) is mely az augusztus 20.-i körmenet egyik állomása.
- Hősök keresztje (1920) és a Szentháromság-szobor (1908), amelyek az ófaluban találhatók.
- Mária kápolna: jelenlegi helyére, a falu nyugati végére 2006-ban került.
- Rokkant-pusztai kápolna (1920-as évek): Az Őrhalom határában lévő kápolna 1992. szeptember 13-án lett felújítva.
- Trianon-kereszt (2008) az Ipoly folyó partján, Ipolyvarbó község alatt.
- Kövecses és Új-árok horgász tavak
- Horgásztó és camping